# IPod touch 2G

iPod touch da 2º geração

O iPod Touch 2g, também conhecido por iTouch, foi lançado no dia 9 de Setembro de 2008 no evento “Let’s Rock” promovido pela Apple Inc. em São Francisco, na Califórnia, Estados Unidos. O aparelho tem como principais características o próprio modelo com um design redesenhado, mais fino e elegante, com uma moldura de aço inoxidável, assim provendo uma melhor adaptação à mão humana, um maior tempo de duração da bateria, comparado com a sua versão anterior, possuíndo assim uma capacidade de 36 horas de áudio e 6 horas de video, altofalante interno, acesso a aplicativos via iTunes App Store e um controlo de volume no lado esquerdo para facilitar o ajuste do mesmo.

## Especificações
- Dimensão: 110 x 61 x 8,5 mm
- Peso: 115 g
- Navegação: Touch Screen
- Tipo de Bateria: Bateria interna de lítio-íon recarregável
- Capacidade de Memória: Unidade flash de 8 GB, 16 GB ou 32 Gb

Imagem
- Tela Inicial: Tela widescreen de 3,5 polegadas com tecnologia Multi-Touch
- Câmera: Não

Audio
- Formatos de áudio suportados: AAC (16 a 320 Kbps), AAC Protegido, MP3 (16 a 320 Kbps), MP3 VBR, Audible (formatos 2, 3 e 4), e WAV

Radio FM: Não
Video
- Formatos de vídeo suportados: H.264, até 1.5 Mbps, 640 por 480 pixels, 30 quadros por segundo, versão Low-Complexity do Baseline Profile H.264 com áudio AAC-LC até 160 Kbps, 48 kHz, som estéreo em formatos de arquivo.m4v,.mp4, e.mov; vídeo H.264, até 768 Kbps, 320 por 240 pixels, 30 quadros por segundo, Baseline Profile até Level 1.3 com áudio AAC-LC até 160 Kbps, 48 kHz, som estéreo em formatos de arquivo.m4v,.mp4, e.mov; vídeo MPEG-4, até 2.5 Mbps, 640 por 480 pixels, 30 quadros por segundo, Simple Profile com áudio AAC-LC até 160 Kbps, 48 kHz, som estéreo nos formatos de arquivo.m4v,.mp4, e.mov
- Jogos: iTunes App Store
- Streaming Multimedia: YouTube

Aplicativos
- Calendário: Sim
- Previsão do Tempo: Sim
- Calculadora: Sim
- Mapas: Sim

Conectividade
- Bluetooth: Disponível a partir do iOS 3.1
- Wi-Fi: 802.11 b/g
- GPS: Sim